# Madagaskarbeckasin
Madagaskarbeckasin (Gallinago macrodactyla) är en fågel i familjen snäppor inom ordningen vadarfåglar.

## Utseende
Madagaskarbeckasinen är en stor (29–32 cm) och kraftig beckasin med relativt lång näbb. Strukturellt liknar den afrikansk beckasin, men har mindre kontrast mellan ovansida och undersida samt mer gråbruna yttre stjärtpennor. Jämfört med exempelvis enkelbeckasin är näbben längre, benen mörka, endast en smal gråaktig kant syns på armpennornas bakkant, vingundersidan mörkare och vingtäckarna har varmt olivbeige kanter. Hos adulta fåglar syns även kallare olivbruna fläckar på vingtäckarnas fjäderspetsar. Könen är lika, honan dock med i genomsnitt 10 % längre näbb.

## Utbredning och systematik
Fågeln är endemisk för våtmarker i östra och centrala bergmassivet på Madagaskar. Den behandlas som monotypisk, det vill säga att den inte delas in i några underarter. Genetiska studier visar att madagaskarbeckasinen är systerart till övriga beckasiner i Europa, Asien och Afrika.

## Status
Madagaskarbeckasinen tros minska relativt kraftigt i antal till följd av förändringar av våtmarker och jakt. Internationella naturvårdsunionen IUCN listar arten som utrotningshotad, i kategorin sårbar (VU). Beståndet uppskattas till mellan 2 500 och 10 000 vuxna individer.